# Acordo de Marraquexe

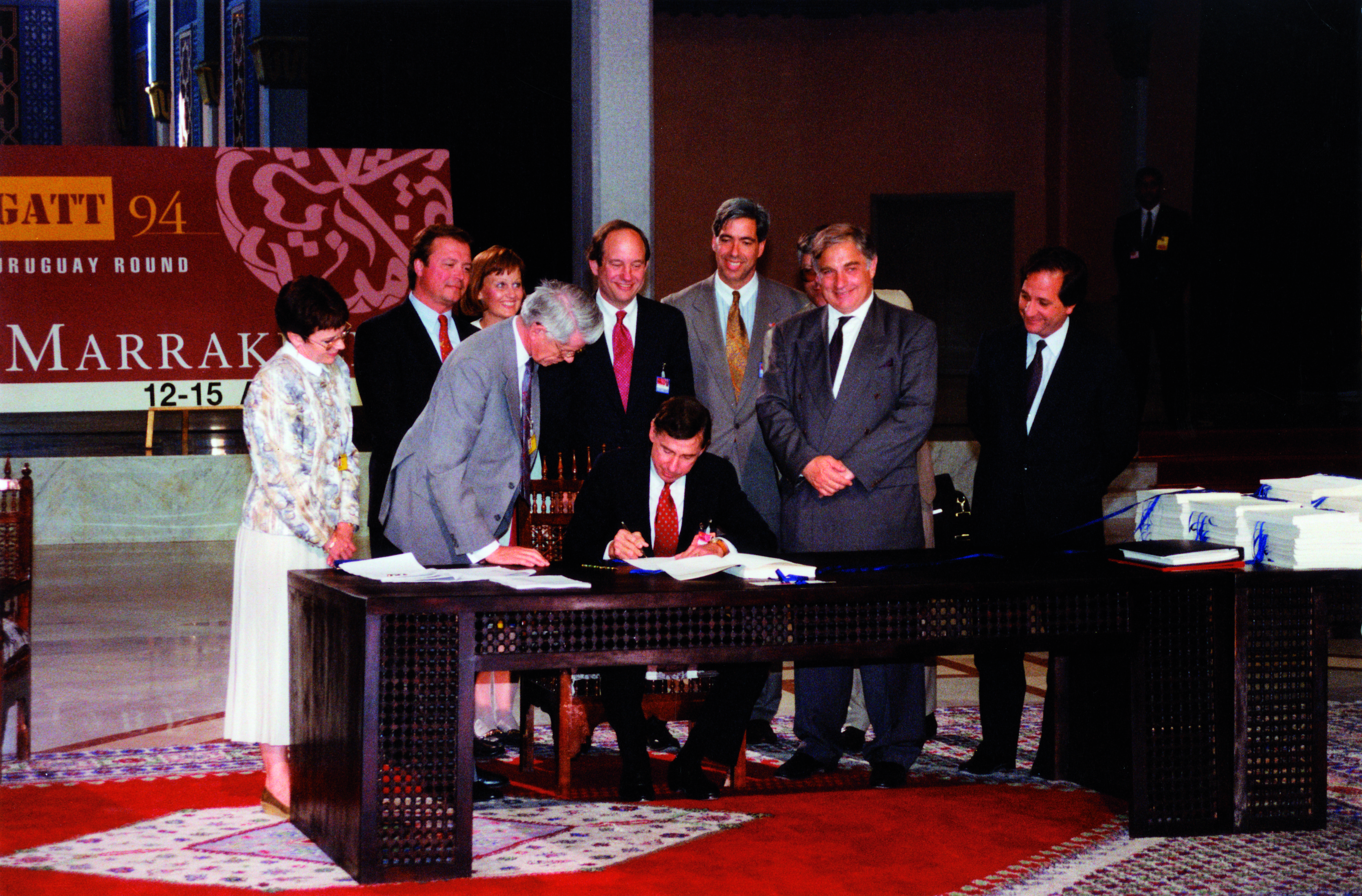
O Acordo que criou a Organização Mundial do Comércio (OMC) recebeu o nome da cidade onde foi assinado, Marraquexe

O Acordo de Marraquexe foi um acordo internacional multilateral assinado na cidade de Marraquexe, Marrocos, em 15 de abril de 1994, que determinou a criação da Organização Mundial do Comércio (OMC).
O acordo desenvolveu-se a partir do Acordo Geral sobre Pautas Aduaneiras e Comércio (GATT), complementado por uma série de outros acordos sobre questões como o comércio de serviços, medidas sanitárias e fitossanitárias, aspectos relacionados com o comércio da propriedade intelectual e barreiras técnicas ao comércio. Estabeleceu igualmente um novo meio de resolução de litígios, mais eficiente e juridicamente vinculativo. Os vários acordos que compõem o Acordo de Marraquexe combinam-se como um todo indivisível; Nenhuma entidade pode ser parte de qualquer acordo sem ser parte de todos eles.